# Oreste Pieroni
Oreste Ruggero Dino Pieroni (Sassari, 31 agosto 1899 – Sassari, 25 ottobre 1976) è stato un politico italiano.
È stato sindaco di Sassari nel secondo dopoguerra, dal 1948 al 1954. I sassaresi lo ricordano come il "sindaco dei fiori", perché, tra le altre cose, si preoccupò di arricchire la città con molto verde.

## Biografia
Figlio del giornalista Cesare Fortunato (Sassari, 1869-1949), un dissidente anarchico che fuggì in Argentina, Oreste deve provvedere al sostentamento della madre e della sorella fin dalla sua infanzia.
Partecipò alla prima guerra mondiale come ragazzo del '99 e ottenne una croce al merito di guerra. Finita la guerra rientra nella sua città, riprende gli studi infine, nel 1921 ottiene il diploma di ragioniere e negli anni successivi esercita la professione.
Il 4 settembre 1946 fu eletto sindaco di Sassari, carica che ricoprì per due mandati consecutivi. Nel 1951 fece rinascere la Cavalcata sarda (evento fino ad allora organizzato occasionalmente nel 1711, 1929 e 1939) che da allora è diventato un appuntamento annuale della città di Sassari. Nello stesso anno trasformò la vecchia marina di Abba Currente, dotandola di infrastrutture e creando lo stabilimento balneare di Platamona, la spiaggia dei sassaresi. Durante il suo mandato contribuì, con l'arcivescovo Mazzotti, alla realizzazione della fontana di san Francesco (copia dell'opera realizzata da Giannino Castiglioni a Milano) e, nel 1953, della Colonna di sant'Antonio di Eugenio Tavolara.
Nel 1955 fu nominato direttore generale del Banco di Sardegna nato in quello stesso anno a seguito della fusione fra l'Istituto di Credito Agrario per la Sardegna (ICAS) ed il Banco di Sardegna di Cagliari. Sotto la sua guida iniziò la modernizzazione della nuova struttura. Entrato in carica il 30 marzo 1956 ricoprì la carica di Direttore Generale del Banco di Sardegna fino al 26 marzo 1961.

## Pubblicazioni
- Note sull'amministrazione del Comune di Sassari dal 1946 al 1952 - Orientamenti e realizzazioni, Gallizzi - Sassari 1952;
- Il credito agrario di soccorso - Esempi ed esperienze, Gallizzi - Sassari 1955;
- Interventi finanziari per la meccanizzazione dell'agricoltura in Sardegna e questioni di credito agrario , Gallizzi - Sassari 1957.

## Onorificenze
- Medaglia dell'Unità d'Italia, 20 gennaio 1919
- Croce al Merito di Guerra, 12 maggio 1919
- Commendatore dell'ordine "Sancti Gregorii Magni", 23 gennaio 1949
- Commendatore, 30 dicembre 1952